# 美西律
美西律（英語：Mexiletine）是一種用於治療異常心律、慢性疼痛和某些肌肉僵硬原因的藥物。常見的副作用包括腹痛、胸部不適、睏倦、頭痛和噁心。屬於抗心律不整藥物的IB類（鈉離子通道阻斷劑）。